# Pirâmides núbias

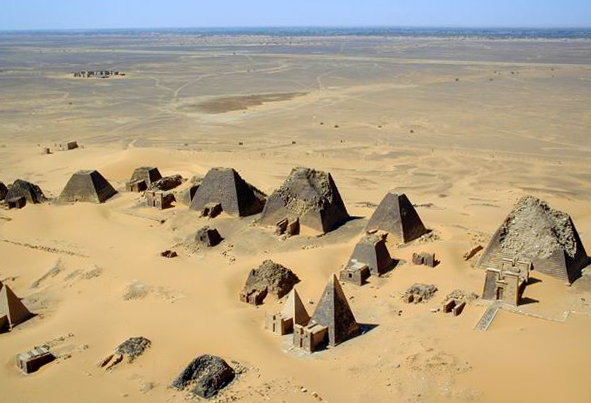
Vista aérea de pirâmides núbias em Meroé

Pirâmides núbias são estruturas piramidais que foram construídas pelos governantes do antigos reinos de Cuxe. Antes dessa civilização construir essas pirâmides, não havia construção de novas pirâmide no Egito e no Vale do Nilo há mais de 500 anos.
A área do vale do Nilo conhecido como Núbia, que encontra-se dentro do território do atual Sudão, foi o lar de três reinos durante a antiguidade. O primeiro tinha sua capital em Querma (2 600-1 520 a.C.). O segundo era centrado em Napata (1 000-300 a.C.). Finalmente, o último reino foi centrado em Meroé (300 a.C.-300 d.C.).
Querma foi o primeiro Estado centralizado da Núbia com suas próprias formas nativas de arquitetura e costumes de sepultamento. Os últimos dois reinos, Napata e Meroé, foram fortemente influenciados pela pelos antigos egípcios culturalmente, economicamente, politicamente e militarmente. Os reinos de Cuxe, por sua vez, competiram fortemente com o Egito e durante o período final da história egípcia antiga, os governantes de Napata conquistaram e unificaram o Egito. Os napatanos governaram como os faraós da XXV dinastia egípcia. A dominação napatana do Egito terminou com a conquista assíria em 656 a.C..
Cerca de 255 pirâmides foram construídas em três regiões da Núbia durante um período de algumas centenas de anos para servir como túmulos para os reis e rainhas de Napata e Meroé. A primeira delas foi construída no local de el-Kurru, incluindo os túmulos de Cáchita e de seu filho Piiê, juntamente com os sucessores de Xabaca, Xabataca e Taraca. Quatorze pirâmides foram construídas para as suas rainhas, sendo que várias delas eram renomadas rainhas guerreiras. Isto pode ser comparado com cerca de 120 pirâmides muito maiores, que foram construídas no Egito Antigo, durante um período de 3000 anos.
Mais tarde pirâmides napatanas foram localizadas no Nuri, na margem oeste do rio Nilo, na Alta Núbia. Esta necrópole era o túmulo de 21 reis e rainhas e 52 príncipes, incluindo Anlamı e Aspelta. Os corpos destes reis eram colocados em enormes sarcófagos de granito. O de Aspelta pesava 15,5 toneladas e sua tampa pesava quatro toneladas.